# Pierre Dasypodius
Pour les articles homonymes, voir Dasypodius.
Pierre Dasypodius, nom grécisé de Peter Rauchfuss, né vers 1490 et mort en 1559 à Strasbourg, est un écrivain suisse, maître d'école à Frauenfeld en Suisse, puis professeur de grec à Strasbourg.

## Biographie
Son nom Rauchfuss signifie en allemand « pied velu » ; il le latinisa en Dasypodius, d'après le grec δασύπους (dasypous) qui a la même signification. On l'appela à Strasbourg pour y occuper la chaire de professeur de grec. Il publia un dictionnaire grec, latin et allemand, Strasbourg, 1554, in-8o, et un autre latin et allemand, souvent réimprimé. Il a publié le plus ancien Dictionnaire grec-latin-allemand, Strasbourg, 1534, in-8o.
Il est le père de Conrad Dasypodius, concepteur de l'horloge astronomique de la cathédrale de Strasbourg.

## Ouvrages publiés
- Dictionarium voces propemodum universas in autoribus latinae linguae probatis, ac vulgo receptis occurrentes germanice explicans (dictionnaire latin-allemand), Strasbourg, 1535, [lire en ligne].
- Dictionarium latinogermanicum et vice versa germanicolatinum ex optimis latinae linguae scriptoribus concinnatum: nomina praeterea locorum et amnium in Germania, tum ponderum et alia quaedam, ut sequens indicat pagina seorsum explicata, Strasbourg, 1537, [lire en ligne].
- Lexicon Graecolatinum, Strasbourg, 1539, [lire en ligne].
- De Schola urbis Argentoratensis, Strasbourg, 1556, [lire en ligne].
- Dictionarium triglotton, ex optimis latinae linguae scriptoribus concinnatum, Anvers, 1567 (dictionnaire latin - grec - néerlandais, édition posthume), [lire en ligne].